# Lagoa Real
Lagoa Real este un oraș în statul Bahia (BA) din Brazilia.